# قرار مجلس الأمن التابع للأمم المتحدة رقم 1772
قرار مجلس الأمن التابع للأمم المتحدة رقم 1772، المتخذ بالإجماع في 20 أغسطس 2007.

## القرار
أذن مجلس الأمن للاتحاد الأفريقي بمواصلة عملياته في الصومال لمدة ستة أشهر أخرى، واتخاذ جميع التدابير اللازمة لدعم الحوار والمصالحة في ذلك البلد.
بموجب الفصل السابع من ميثاق الأمم المتحدة، كلف المجلس أيضًا البعثة بتوفير الحماية للمؤسسات الفيدرالية الانتقالية ومساعدتها على أداء مهامها الحكومية وأمن البنية التحتية الرئيسية؛ المساعدة في تنفيذ خطة الأمن الوطني والاستقرار، ولا سيما إعادة إنشاء وتدريب قوات الأمن الصومالية؛ والمساهمة في تهيئة الظروف الأمنية اللازمة لتقديم المساعدة الإنسانية.
وإذ يرحب بمؤتمر المصالحة الوطنية بمبادرة من المؤسسات الاتحادية الانتقالية، ويحث جميع الأطراف على المشاركة في العملية السياسية، وشدد المجلس على ضرورة إشراك جميع أصحاب المصلحة، بما في ذلك جميع الزعماء السياسيين والعشائريين والدينيين ومجتمع الأعمال، وممثلي المجتمع المدني، مثل الجماعات النسائية. وشدد أيضا على الحاجة إلى مؤسسات ذات قاعدة عريضة وتمثيلية يتم التوصل إليها من خلال عملية سياسية شاملة للجميع، على النحو المتوخى في الميثاق الاتحادي الانتقالي للصومال، من أجل توطيد الاستقرار والسلام والمصالحة في البلاد، وضمان أقصى قدر ممكن من الفعالية المساعدة الدولية.

## روابط خارجية
- نص القرار في undocs.org